# Copa guineana de futbol
La Copa guineana de futbol (Guinée Coupe Nationale) és la màxima competició futbolística per eliminatòries de Guinea i segona en importància després de la lliga. És organitzada per la Fédération Guinéenne de Football.
El 1932, es va jugar per primera vegada la Coupe Vadier, seguida més tard per la Coupe Bastos, la Coupe Air France, la Coupe Lamine Guèye i la Coupe Kronenbourg. Des de la independència, la primera competició nacional va ser la Coupe PDG, iniciada el 1960, de la qual els guanyadors de 1963 i 1965 es van classificar per a la Copa de Campions d'Àfrica de 1964 i 1966 respectivament. Més tard, els guanyadors de la copa del 2004 es van classificar per a la Lliga de Campions d'Àfrica del 2005, ja que no es va celebrar cap lliga aquell any.
Es va organitzar una lliga nacional per primera vegada el 1965-66. Entre la independència i el 1969, es van formar equips a nivell de districte; només després els equips de districte es van transformar en clubs. El desembre de 1968 Conakry I i Conakry II es van dividir en 4 i 5 equips respectivament. La relació districte club és:
- Conakry I → AS Kaloum Star
  - Conakry 1r arrondissement → Lalaba FC
  - Conakry 2n arrondissement
  - Conakry 3r arrondissement → Olympic FC
  - Conakry 4t arrondissement
- Conakry II → Hafia FC
  - Conakry 5è arrondissement → Lumumba FC
  - Conakry 6è arrondissement
  - Conakry 7è arrondissement
  - Conakry 8è arrondissement
  - Conakry 9è arrondissement
- Guéckédou → Makona FC
- Kankan → Milo FC
- Kindia → Sily Club, més tard Gangan FC

## Historial
Font:
Coupe Vadier
| Any  | Campió                     | Resultat | Finalista              |
| ---- | -------------------------- | -------- | ---------------------- |
| 1938 | Jeanne d'Arc Conakry       |          |                        |
| 1940 | Jeanne d'Arc Conakry       |          |                        |
| 1941 | Racing Club de Conakry     |          |                        |
| 1943 | Société Sportive de Guinée | 2-1      | Racing Club de Conakry |
| 1945 | Racing Club de Conakry     |          |                        |

Coupe Lamine Guèye
| Any  | Campió                 | Resultat | Finalista  |
| ---- | ---------------------- | -------- | ---------- |
| 1947 | Racing Club de Conakry | 2-0      | Résistance |

Coupe Bastos
| Any  | Campió                 | Resultat | Finalista                  |
| ---- | ---------------------- | -------- | -------------------------- |
| 1947 | Racing Club de Conakry | 2-2      | Jeanne d'Arc Conakry       |
| 1949 | Anciens Marins         | venç     | Société Sportive de Guinée |
| 1953 | Anciens Marins         |          |                            |

Coupe Kronenbourg
| Any  | Campió                 | Resultat | Finalista                  |
| ---- | ---------------------- | -------- | -------------------------- |
| 1954 | Racing Club de Conakry | 3-2      | Société Sportive de Guinée |

Coupe de Air France
| Any  | Campió                 | Resultat | Finalista      |
| ---- | ---------------------- | -------- | -------------- |
| 1954 | Racing Club de Conakry | 1-0      | Anciens Marins |

Coupe PDG (Parti Démocratique de Guinée)
| Any  | Campió                   | Resultat      | Finalista          |
| ---- | ------------------------ | ------------- | ------------------ |
| 1960 | Conakry I (1)            | 4-3 (prò.)    | Guéckédou          |
| 1961 | Conakry I (2)            | venç          | Kankan             |
| 1962 | Conakry I (3)            | 4-1           | Kankan             |
| 1963 | Kindia (1)               | 1-0           | Conakry I          |
| 1964 | Conakry I (4)            | 4-0           | Kindia             |
| 1965 | Conakry I (5)            | 4-0           | Kindia             |
| 1966 | Conakry I (6)            | 4-1           | Guéckédou          |
| 1967 | Conakry II (1)           | 5-0           | Labé               |
| 1968 | Kindia (2)               | 2-0           | Kankan             |
| 1969 | Olympic FC (7)           | 3-2, 2-3, 2-1 | Kankan             |
| 1970 | Olympic FC (8)           | 9-2, 2-1      | Soya Stade de Pita |
| 1971 | Lumumba FC (2)           | 2-1, 0-0      | Gangan FC          |
| 1972 | Olympic FC (9)           | 2-1, w/o      | Gangan FC          |
| 1973 | Conakry 2n arr. (10)     | w/o           | Gangan FC          |
| 1974 | Lumumba FC (3)           | 1-0, 1-1      | Lalaba FC          |
| 1975 | Lumumba FC (4)           | venç          | Conakry 2n arr.    |
| 1976 | Manden FC de Siguiri (1) | venç          | Conakry 7è arr.    |
| 1977 | FC Kakandé de Boké (1)   | 2-1           | Conakry 7è arr.    |
| 1978 | Lalaba FC (11)           |               |                    |
| 1979 | Olympic FC (12)          | triangular    |                    |
| 1980 | Olympic FC (13)          | 2-0, 0-0      | Lumumba FC         |
| 1981 | Lumumba FC (5)           | triangular    |                    |
| 1982 | FC Kakandé de Boké (2)   | 2-1, 0-0      | Conakry 6è arr.    |
| 1983 | FC Kakandé de Boké (3)   | 1-1, 3-2      | Gangan FC          |
| 1984 | no es disputà            | no es disputà | no es disputà      |

Coupe Nationale
| Any  | Campió                     | Resultat      | Finalista                 |
| ---- | -------------------------- | ------------- | ------------------------- |
| 1985 | AS Kaloum Star (14)        |               |                           |
| 1986 | Olympique Kakandé (4)      |               |                           |
| 1987 | ASFAG Conakry (1)          | venç          | Makona FC de Guéckédou    |
| 1988 | Caïman Club de Kamsar (1)  |               |                           |
| 1989 | Horoya AC (1)              |               |                           |
| 1990 | Makona FC de Guéckédou (1) |               |                           |
| 1991 | ASFAG Conakry (2)          |               |                           |
| 1992 | Hafia FC (6)               |               |                           |
| 1993 | Hafia FC (7)               |               |                           |
| 1994 | Horoya AC (2)              |               |                           |
| 1995 | Horoya AC (3)              |               |                           |
| 1996 | ASFAG Conakry (3)          | venç          | Ashanti GB de Siguiri     |
| 1997 | AS Kaloum Star (15)        |               |                           |
| 1998 | AS Kaloum Star (16)        | 1-1 (6-5 p)   | AS Mineurs de Sangarédi   |
| 1999 | Horoya AC (4)              | venç          | AS Kaloum Star            |
| 2000 | Fello Star (1)             | 2-1           | Horoya AC                 |
| 2001 | AS Kaloum Star (17)        |               |                           |
| 2002 | Hafia FC (8)               | 2-0           | ASFAG Conakry             |
| 2003 | Étoile de Guinée (1)       | venç          | Atlético Etoile de Coléah |
| 2004 | Fello Star (2)             | 2-2 (5-4 p)   | Industriel de Kamsar      |
| 2005 | AS Kaloum Star (18)        | 0-0 (5-4 p)   | Gangan FC                 |
| 2006 | Satellite FC (1)           | 1-0           | Industriel de Kamsar      |
| 2007 | AS Kaloum Star (19)        | 1-0           | Satellite FC              |
| 2008 | Satellite FC (2)           | 1-1 (5-3 p)   | FC Séquence de Dixinn     |
| 2009 | AS Baraka Djoma (1)        | 0-0 (4-3 p)   | Hafia FC                  |
| 2010 | FC Séquence de Dixinn (1)  | 0-0 (3-1 p)   | Satellite FC              |
| 2011 | FC Séquence de Dixinn (2)  | 3-1           | AS Ashanti Golden Boys    |
| 2012 | FC Séquence de Dixinn (3)  | 0-0 (3-1 p)   | AS Ashanti Golden Boys    |
| 2013 | Horoya AC (5)              | 1-0           | Industriel de Kamsar      |
| 2014 | Horoya AC (6)              | 3-0           | Club Olympique de Coyah   |
| 2015 | AS Kaloum Star (20)        | 1-0           | Horoya AC                 |
| 2016 | Horoya AC (7)              | 2-1           | AS Kaloum Star            |
| 2017 | Hafia FC (9)               | 0-0 (4-1 p)   | Horoya AC                 |
| 2018 | Horoya AC (8)              | 1-0           | Wakirya AC                |
| 2019 | Horoya AC (9)              | 3-0           | Industriel de Kamsar      |
| 2020 | no es disputà              | no es disputà | no es disputà             |

1. ↑  Gangan abandonà el segon partit quan perdia per 2-0.
2. ↑  Gangan abandonà quan guanyava per 1-0.